# Suraż
Suraz (en polaco Suraż [ˈsuraʂ]) es una población de la región de Podlaskie, en el noreste de Polonia.
 Suraz cuenta con una historia larga. Fue sede real durante el Reino de Polonia. Actualmente es uno de los municipios más pequeños del país con una población de 1012 habitantes (junio de 2012).

## Historia
La historia de Suraz se remonta al siglo XI cuando se estableció una fortificación (gord) en la orilla derecha del río Narew. En 1390 el rey Vladislao II de Polonia entregó Suraz junto a otras poblaciones de la zona al duque mazoviano Janusz I de Varsovia. Se menciona al castillo de Suraz en una crónica de los caballeros teutónicos de 1392, cuando fue destruido por tropas del Gran Maestre Engelhard Rabe. En algún momento a fines el siglo XV se construyó un nuevo castillo con una torre de ladrillo y una prisión. Dicho castillo fue destruido durante la invasión sueca de Polonia (1655-1660). Suraz recibió el derecho de Magdeburgo el 16 de septiembre de 1445 de manos del rey Kazimierz Jagiellonczyk. En 1520 se convirtió en sede de condado (powiat). En 1569 fue anexionada al Reino de Polonia como parte de la Unión de Lublin.
A partir de 1795 Suraz perteneció al Imperio Ruso. Su zona fue uno de los centros activos del levantamiento de enero de 1863. En mayo de dicho año se enfrentaron en este lugar rebeldes y tropas rusas. Tras la revuelta, los rusos impusieron fuertes impuestos a sus residentes y la ciudad entró en declive. Más adelante, en 1862, la construcción del ferrocarril San Petersburgo-Varsovia evitó Suraz, lo que ahondó su decadencia.